# Satyrium semiluna
Satyrium semiluna är en fjärilsart som beskrevs av Alexander Barrett Klots 1930. Satyrium semiluna ingår i släktet Satyrium och familjen juvelvingar. Inga underarter finns listade.